# Basinkomst i Storbritannien
Basinkomst och det närbesläktade systemet negativ inkomstskatt har diskuterats i Storbritannien, liksom i resten av Europa sedan 1970-talet, liksom även sporadiskt dessförinnan. Huvudorganisationen för basinkomst/negativ inkomstskatt i Storbritannien är "The Citizen's Income Trust. Green Party of England and Wales och Skottlands Gröna Parti är två av de partier som driver frågan  Speenhamlandsystemet var ett system för inkomsttillägg till fattiga som ibland brukar associeras med basinkomst. 

## Historik

### Före år 1900
Speenhamlandsystemet är det system för inkomsttillägg för fattiga som infördes i byn Speenhamland i England 1795 och som därefter spred sig över landet, särskilt i de södra delarna. Med tiden blev det dock alltmer kontroversiellt och avskaffades helt 1834. Ytligt sett finns likheter med basinkomst, men ser man närmare så är det också avgörande skillnader. 

### 1900-talet
Under 1920-talet uppstod en smärre rörelse för basinkomst i Storbritannien, framförallt i kretsarna runt Dennis Milner ("The State Bonus Leage"), G.H. Cole och Major C.H. Douglas. C.H. Douglas, en brittisk ingenjör och filosof utvecklade en ny ekonomisk filosofi som han kallade för Social Credit. Kärnan i filosofin var tron på att individuell frihet måste sättas i centrum, men även betoningen av ekonomiska reformer, främst penningreform och basinkomst.

### 2000-talet
GMB blev under 2016 det första brittiska fackförbundet att ta ställning för basinkomst. 
Inför parlamentsvalet i Storbritannien 2017 hade den parlamentariska gröna rörelsen i unionen stort tagit ställning för basinkomst. Detta genom att såväl Green Party of England and Wales som det skotska gröna partiet inkluderat basinkomst i sina politiska manifest. Hösten 2017 meddelade dessutom Nicola Sturgeon, Skottlands försteminister (det vill säga regeringschef), att ett antal pilotprojekt med basinkomst kommer att finansieras av regeringen. Kommunledningarna i Glasgow, Edinburgh, Fife och North Ayreshire hade då redan meddelat sin beredvillighet för experiment inom sina respektive områden, men detta var första gången som Skottlands regering meddelade att man avsåg att bidra med finansiering.
I juni 2023 rapporterade BBC att en lokal tankesmedja sökt ekonomisk ersättning till ett pilotprojekt i England där tanken är att 30 personer ska få 1 600 pund i månaden (då motsvarade cirka 22 000 kronor) i två år utan motkrav. Syftet med projektet är att se om och hur det förändrar gruppens liv. Tankesmedjan hoppas även att det ska leda till större medvetenhet om potentialen med basinkomst i Storbritannien och mer omfattande försök med basinkomst.

## Debatt
John Rentoul, politisk kommentator för The Independent, menade 2017 att basinkomst som idé visserligen framstår som godhjärtad och bra, men att det är för dyrt och att argumenten som framförts inte håller.
Den högerorienterade tankesmedjan The Adam Smith Institute uttalade sig i januari 2018 positivt om basinkomst/medborgarlön. Detta eftersom basinkomst enligt institutet skulle motverka populismens framväxt.